# Bell XP-83
Bell XP-83 – amerykański prototypowy samolot myśliwski z okresu II wojny światowej. Seryjne samoloty miały pełnić rolę myśliwców eskortowych uczestniczących w osłonie bombowców Boeing B-29 Superfortress

## Historia
W 1944 roku w lotnictwie amerykańskim zapadła decyzja o podjęciu prac nad samolotem myśliwskim dalekiego zasięgu, który miał stanowić eskortę dla samolotów bombowych w trakcie ich lotów nad Pacyfikiem.
Jedną z firm, która podjęła się opracowania takiego samolotu była wytwórnia Bell Aircraft Corp., która zaproponowała samolot myśliwski o napędzie odrzutowym, oparty na istniejącym już samolocie P-59 Airacomet. W lipcu 1944 roku podpisano umowę z wytwórnią na budowę dwóch prototypów samolotu, który otrzymał oznaczenie XP-83 (nieoficjalna nazwa Airarattler – Latający grzechotnik).
Pierwszy prototyp został zbudowany na początku 1945 roku, a jego oblot nastąpił w dniu 25 lutego 1945 roku. Prototyp ten był uzbrojony w 6 karabinów maszynowych M2 kal. 12,7 mm. Drugi z prototypów, oblatany w 19 października 1945 roku miał zmieniony dziób kadłuba, w którym umieszczono inne karabiny maszynowe T17E3 kal. 15,24 mm, co spowodowało jego wydłużenie.
Próby nad samolotem w krótkim czasie zostały przerwane gdyż okazało się, że dotychczas używane samoloty myśliwskie o napędzie tłokowym North American P-51 Mustang i Republic P-47 Thunderbolt mają wystarczający zasięg. Ponadto wchodzący do uzbrojenia odrzutowy samolot myśliwski Lockheed F-80 Shooting Star ma lepsze osiągi.
Ostatecznie zbudowano tylko dwa prototypy samolotu Bell XP-83.

## Użycie
Prototypy samolotu Bell XP-83 od 1945 roku był wykorzystywany do badań w bazie lotniczej Muroc Dry Lake w Kalifornii. W późniejszym okresie jako latająca            silników.
W trakcie tych badań pierwszy z prototypów uległ katastrofie w 1946 roku, natomiast drugi został zezłomowany w 1947 roku.

## Opis konstrukcji
Samolot Bell XP-83 był dwusilnikowym średniopłat z zakrytą ciśnieniową kabiną o konstrukcji metalowej półskorupowej. Podwozie trójkołowe chowane w locie.
Napęd stanowił 2 silniki odrzutowe umieszczone pod skrzydłami wzdłuż kadłuba.
Uzbrojenie pierwszego prototypu stanowiło 6 karabinów maszynowych M2 kal. 12,7 mm, a drugiego nowy typ karabinów maszynowych T17E3 kal. 15,24 mm umieszczone w przodzie kadłuba.